# 犯罪心理学
犯罪心理学（はんざいしんりがく、英語：criminal psychology）は、犯罪行為やそれをとりまく周辺事象の理解に心理学的方法論を用いて明らかにする学問体系である。

## 概要
研究の対象は幅広く、犯罪に関連する人間の行動、犯罪の発生機序や意味、捜査手法、犯罪に至った者（被疑者・非行少年・触法精神障害者を含む）や被害者等の諸特徴や行動予測、法廷での証言や鑑定、犯罪者や非行少年等に対する治療的・教育的処遇の効果、一般市民の犯罪及び犯罪者（非行少年）に対する態度や感情、社会における防犯策などである。
犯罪心理学の研究領域は、犯罪精神医学、犯罪社会学、刑事政策などと重なる部分も多く、犯罪学（犯罪生物学）の一部門と捉えることもできる。
責任能力や訴訟能力に関する精神鑑定の基礎となる犯罪精神医学とは対象領域を異にするが、マスメディアなどでは区別なく用いられることも多く、また、両方の分野で活躍する研究者も少なくない。

## 歴史
日本の近代司法に関わった犯罪心理学者の第一人者として、寺田精一が挙げられる。寺田は、日本で初めて犯罪心理学の分野を開拓し、刑務所にいる囚人の調査研究に基づき、多くの犯罪心理学の著書や論文を発表した。内務省では多くの心理職員を嘱託として採用していたが、やがて正式の職員として採用するようになった。この時期、石井俊瑞、吉益脩夫、高瀬貞安、青木誠四郎、近藤貞次、塚田毅、平尾靖、入澤壽夫、菊池省三、栗原泰次郎、島田五郎、玉生道経といった人物が活躍した。戦後になると、最高裁判所、法務省、警察庁や児童相談所に心理職が設けられ、その結果、心理学関連の学部を持つ大学が増えた。このような流れを受けて、1963年には日本犯罪心理学会が発足した。

## 犯罪心理学の理論
犯罪心理学の理論としては、次のような理論がある。
- 吉益脩夫の犯罪曲線 - 初発年齢（早発・遅発）、刑の反復と間隔（持続型・弛緩型・間欠型・停止型）、犯罪の方向（財産犯・暴力犯・風俗犯・破壊犯・逃走犯、同種方向犯人・異種方向犯人・他種方向犯人）の組み合わせによる分類。
- 安倍淳吉の社会心理学理論 - 非行深化の過程を、第一段階（保護領域内の非行）・第二段階（保護領域外の非行）・第三段階（非行がセミプロ段階）・第四段階（非行がプロフェッショナル段階）と捉え、社会化過程非適応型（健全な家庭の子弟や平凡なサラリーマンの犯行形成）・反社会化過程非適応型（犯罪家庭の子の非行形成ややくざの犯行形成）・価値基準混濁型（過保護・放任家庭の子の非行形式や勤務規律の乱れたサラリーマンの企業内の犯行形成）・価値適応硬直型（厳格すぎる家庭に生育した子弟の非行形成や，まじめすぎる男が追い詰められて手段を見失い行う犯行、あるいは確信犯）に分類した。犯行手口は密行型・威力型・詐欺型・潜行型に分類した。
- 森武夫の危機理論 - 「犯罪・非行を理解するための枠組み（類型など）」と「犯罪・非行などを説明するための仮説」からなる犯罪心理学的な理論である。ここでの危機とは個人の耐性を超えた状態で、危機に対する反応には犯罪・非社会的不適応行動・精神症状・身体症がある。

## 著名な研究者
- 吉益脩夫（精神医学、心理学）
- 福島章（精神医学）
- 小田晋（精神医学）
- 森武夫（心理学）
- 村松励（心理学 元日本犯罪心理学会会長）
- 影山任佐（精神医学）
- 大渕憲一（心理学）
- 作田明（精神医学）
- 浜井浩一（心理学、法学）
- 桐生正幸（心理学、犯罪者プロファイリング）
- 原田隆之（犯罪心理学、臨床心理学）
- 越智啓太 （犯罪心理学）